# Пчёлы
Пчёлы (лат. Anthophila) — клада летающих насекомых из надсемейства Apoidea отряда перепончатокрылых, родственная осам и муравьям. Наука о пчёлах называется апиология (апидология).

## Этимология
Русское слово «пчела» имеет древнее происхождение и восходит к праслав. *bъčela или *bьčela. Праформа *bъčela связывается со звукоподражательным *bučati «жужжать», в то время как праформу *bьčela соотносят с праиндоевропейской основой *bhei-, к которой возводят названия пчёл и в других индоевропейских языках (ирл. bech «пчела», лат. fūcus «трутень», лит. bìtė, прусск. bitte, латыш. bitе «пчела», др.-в.-нем. bîа, bini, нем. Biene, англ. bee «пчела»).

## Общая характеристика
Существует около 21 тысячи видов и 520 родов пчёл. Их можно обнаружить на всех континентах, кроме Антарктиды. Пчёлы приспособились питаться нектаром и пыльцой, используя нектар главным образом в качестве источника энергии, а пыльцу для получения белков и других питательных веществ. Обладают свойством эусоциальности.
У пчёл имеется длинный хоботок, которым они пользуются для высасывания нектара растений, а также усики (или антенны, сяжки), каждый из которых состоит из 13 сегментов у самцов и 12 сегментов у самок. Имеются исключения у самцов: 11 (или 12) члеников в усиках имеют некоторые Systropha, 12 члеников — некоторые Euryglossina, Pasites, Biastes и другие. Для сбора пыльцы имеют скопу или специализированную пыльцевую корзинку корбикулу.
Все пчёлы имеют две пары крыльев, задняя пара по размеру меньше передней; только у нескольких видов у одного пола или касты крылья очень короткие, что делает полёт пчелы трудным или невозможным делом.
Многие виды пчёл мало изучены. Размер пчёл колеблется от 2,1 мм у карликовой пчелы (Plebeia minima) до 39 мм у вида Megachile pluto, обитающего в Индонезии.
- Разнообразие пчёл
- Медоносная пчела (Apis mellifera)
- Китайская восковая пчела (Apis cerana)
- Гигантская пчела (Apis dorsata)
- Фиолетовый шмель-плотник (Xylocopa violacea)
- Люцерновая пчела-листорез (Megachile rotundata)
- Osmia cornuta

## Классификация
По современной классификации пчелиные объединяются в одну группу (надсемейство) вместе с родственными им сфекоидными осами, которые ранее составляли отдельное надсемейство Sphecoidea. Известны ископаемые представители из миоценового янтаря, например, около 20 вымерших родов пчёл — †Electrolictus, Paleomelitta, Eomacropis, Electrobombus (Engel, 2001), ископаемая пчела †Apis miocenica Hong (1983). Вымерший род Sinostigma Hong (1983) с видом Sinostigma spinalata (сначала как Melittidae, позднее перенесённая в Megachilidae — Hong, 1985, а теперь понимаемая как оса Pemphredon spinalatum). В 1975 году выделено ископаемое семейство ос †Angarosphecidae Rasnitsyn, 1975 (= Baissodinae Rasnitsyn, 1975), позднее пониженное до уровня подсемейства Angarosphecinae (рода †Angarosphex Rasnitsyn, 1975, †Archisphex Evans, 1969, †Baissodes Rasnitsyn, 1975 и др.). В 2001 году выделено ископаемое семейство пчёл †Paleomelittidae (род †Paleomelitta Engel, 2001). В 2006 и 2020 годах описаны самые древние пчёлы †Melittosphex burmensis из нового семейства Melittosphecidae и †Discoscapa apicula из нового семейства Discoscapidae. В 2024 году выделено ископаемое семейство пчеловидных ос †Temnogynidae (6).
- Anthophila — секция Пчелиные
  - Andrenidae (около 3000 видов)[7]
  - Apidae (около 6000 видов), включая Anthophoridae (Nomadinae и Xylocopinae) и Ctenoplectridae.
  - Colletidae (около 2700 видов)
  - Dasypodaidae (90)
  - Halictidae (около 4500 видов)
  - Megachilidae (около 4100 видов)
  - Meganomiidae (11)
  - Melittidae (200)
  - Stenotritidae (21)

### Кладограммы
Ниже показана кладограмма взаимоотношений различных групп пчёл по данным Danforth et al. (2006):
|  | Meganomiidae |
|  |              |
|  | Melittidae   |
|  |              |

|  | Apidae       |
|  |              |
|  | Megachilidae |
|  |              |

|  | Halictidae                                                   |
|  |                                                              |
|  | \| \| Stenotritidae \| \| \| \| \| \| Colletidae \| \| \| \| |
|  |                                                              |
|  | Stenotritidae                                                |
|  |                                                              |
|  | Colletidae                                                   |
|  |                                                              |

|  | Stenotritidae |
|  |               |
|  | Colletidae    |
|  |               |

|  | Halictidae                                                   |
|  |                                                              |
|  | \| \| Stenotritidae \| \| \| \| \| \| Colletidae \| \| \| \| |
|  |                                                              |
|  | Stenotritidae                                                |
|  |                                                              |
|  | Colletidae                                                   |
|  |                                                              |

|  | Stenotritidae |
|  |               |
|  | Colletidae    |
|  |               |

|  | Apidae       |
|  |              |
|  | Megachilidae |
|  |              |

|  | Halictidae                                                   |
|  |                                                              |
|  | \| \| Stenotritidae \| \| \| \| \| \| Colletidae \| \| \| \| |
|  |                                                              |
|  | Stenotritidae                                                |
|  |                                                              |
|  | Colletidae                                                   |
|  |                                                              |

|  | Stenotritidae |
|  |               |
|  | Colletidae    |
|  |               |

|  | Halictidae                                                   |
|  |                                                              |
|  | \| \| Stenotritidae \| \| \| \| \| \| Colletidae \| \| \| \| |
|  |                                                              |
|  | Stenotritidae                                                |
|  |                                                              |
|  | Colletidae                                                   |
|  |                                                              |

|  | Stenotritidae |
|  |               |
|  | Colletidae    |
|  |               |

|  | Meganomiidae |
|  |              |
|  | Melittidae   |
|  |              |

|  | Apidae       |
|  |              |
|  | Megachilidae |
|  |              |

|  | Halictidae                                                   |
|  |                                                              |
|  | \| \| Stenotritidae \| \| \| \| \| \| Colletidae \| \| \| \| |
|  |                                                              |
|  | Stenotritidae                                                |
|  |                                                              |
|  | Colletidae                                                   |
|  |                                                              |

|  | Stenotritidae |
|  |               |
|  | Colletidae    |
|  |               |

|  | Halictidae                                                   |
|  |                                                              |
|  | \| \| Stenotritidae \| \| \| \| \| \| Colletidae \| \| \| \| |
|  |                                                              |
|  | Stenotritidae                                                |
|  |                                                              |
|  | Colletidae                                                   |
|  |                                                              |

|  | Stenotritidae |
|  |               |
|  | Colletidae    |
|  |               |

|  | Apidae       |
|  |              |
|  | Megachilidae |
|  |              |

|  | Halictidae                                                   |
|  |                                                              |
|  | \| \| Stenotritidae \| \| \| \| \| \| Colletidae \| \| \| \| |
|  |                                                              |
|  | Stenotritidae                                                |
|  |                                                              |
|  | Colletidae                                                   |
|  |                                                              |

|  | Stenotritidae |
|  |               |
|  | Colletidae    |
|  |               |

|  | Halictidae                                                   |
|  |                                                              |
|  | \| \| Stenotritidae \| \| \| \| \| \| Colletidae \| \| \| \| |
|  |                                                              |
|  | Stenotritidae                                                |
|  |                                                              |
|  | Colletidae                                                   |
|  |                                                              |

|  | Stenotritidae |
|  |               |
|  | Colletidae    |
|  |               |

|  | Meganomiidae |
|  |              |
|  | Melittidae   |
|  |              |

|  | Apidae       |
|  |              |
|  | Megachilidae |
|  |              |

|  | Halictidae                                                   |
|  |                                                              |
|  | \| \| Stenotritidae \| \| \| \| \| \| Colletidae \| \| \| \| |
|  |                                                              |
|  | Stenotritidae                                                |
|  |                                                              |
|  | Colletidae                                                   |
|  |                                                              |

|  | Stenotritidae |
|  |               |
|  | Colletidae    |
|  |               |

|  | Halictidae                                                   |
|  |                                                              |
|  | \| \| Stenotritidae \| \| \| \| \| \| Colletidae \| \| \| \| |
|  |                                                              |
|  | Stenotritidae                                                |
|  |                                                              |
|  | Colletidae                                                   |
|  |                                                              |

|  | Stenotritidae |
|  |               |
|  | Colletidae    |
|  |               |

|  | Apidae       |
|  |              |
|  | Megachilidae |
|  |              |

|  | Halictidae                                                   |
|  |                                                              |
|  | \| \| Stenotritidae \| \| \| \| \| \| Colletidae \| \| \| \| |
|  |                                                              |
|  | Stenotritidae                                                |
|  |                                                              |
|  | Colletidae                                                   |
|  |                                                              |

|  | Stenotritidae |
|  |               |
|  | Colletidae    |
|  |               |

|  | Halictidae                                                   |
|  |                                                              |
|  | \| \| Stenotritidae \| \| \| \| \| \| Colletidae \| \| \| \| |
|  |                                                              |
|  | Stenotritidae                                                |
|  |                                                              |
|  | Colletidae                                                   |
|  |                                                              |

|  | Stenotritidae |
|  |               |
|  | Colletidae    |
|  |               |

|  | Meganomiidae |
|  |              |
|  | Melittidae   |
|  |              |

|  | Apidae       |
|  |              |
|  | Megachilidae |
|  |              |

|  | Halictidae                                                   |
|  |                                                              |
|  | \| \| Stenotritidae \| \| \| \| \| \| Colletidae \| \| \| \| |
|  |                                                              |
|  | Stenotritidae                                                |
|  |                                                              |
|  | Colletidae                                                   |
|  |                                                              |

|  | Stenotritidae |
|  |               |
|  | Colletidae    |
|  |               |

|  | Halictidae                                                   |
|  |                                                              |
|  | \| \| Stenotritidae \| \| \| \| \| \| Colletidae \| \| \| \| |
|  |                                                              |
|  | Stenotritidae                                                |
|  |                                                              |
|  | Colletidae                                                   |
|  |                                                              |

|  | Stenotritidae |
|  |               |
|  | Colletidae    |
|  |               |

|  | Apidae       |
|  |              |
|  | Megachilidae |
|  |              |

|  | Halictidae                                                   |
|  |                                                              |
|  | \| \| Stenotritidae \| \| \| \| \| \| Colletidae \| \| \| \| |
|  |                                                              |
|  | Stenotritidae                                                |
|  |                                                              |
|  | Colletidae                                                   |
|  |                                                              |

|  | Stenotritidae |
|  |               |
|  | Colletidae    |
|  |               |

|  | Halictidae                                                   |
|  |                                                              |
|  | \| \| Stenotritidae \| \| \| \| \| \| Colletidae \| \| \| \| |
|  |                                                              |
|  | Stenotritidae                                                |
|  |                                                              |
|  | Colletidae                                                   |
|  |                                                              |

|  | Stenotritidae |
|  |               |
|  | Colletidae    |
|  |               |

Кладограмма с учётом предложенного Hedtke et al. (2013) включения семейств Dasypodaidae и Meganomiidae в качестве подсемейств в семейство Melittidae:
|  | Apidae (медоносная пчела, шмели) |
|  |                                  |
|  | Megachilidae                     |
|  |                                  |

|  | Halictidae                                                               |
|  |                                                                          |
|  | \| \| Colletidae \| \| \| \| \| \| Stenotritidae (Австралия) \| \| \| \| |
|  |                                                                          |
|  | Colletidae                                                               |
|  |                                                                          |
|  | Stenotritidae (Австралия)                                                |
|  |                                                                          |

|  | Colletidae                |
|  |                           |
|  | Stenotritidae (Австралия) |
|  |                           |

|  | Halictidae                                                               |
|  |                                                                          |
|  | \| \| Colletidae \| \| \| \| \| \| Stenotritidae (Австралия) \| \| \| \| |
|  |                                                                          |
|  | Colletidae                                                               |
|  |                                                                          |
|  | Stenotritidae (Австралия)                                                |
|  |                                                                          |

|  | Colletidae                |
|  |                           |
|  | Stenotritidae (Австралия) |
|  |                           |

|  | Apidae (медоносная пчела, шмели) |
|  |                                  |
|  | Megachilidae                     |
|  |                                  |

|  | Halictidae                                                               |
|  |                                                                          |
|  | \| \| Colletidae \| \| \| \| \| \| Stenotritidae (Австралия) \| \| \| \| |
|  |                                                                          |
|  | Colletidae                                                               |
|  |                                                                          |
|  | Stenotritidae (Австралия)                                                |
|  |                                                                          |

|  | Colletidae                |
|  |                           |
|  | Stenotritidae (Австралия) |
|  |                           |

|  | Halictidae                                                               |
|  |                                                                          |
|  | \| \| Colletidae \| \| \| \| \| \| Stenotritidae (Австралия) \| \| \| \| |
|  |                                                                          |
|  | Colletidae                                                               |
|  |                                                                          |
|  | Stenotritidae (Австралия)                                                |
|  |                                                                          |

|  | Colletidae                |
|  |                           |
|  | Stenotritidae (Австралия) |
|  |                           |

|  | Apidae (медоносная пчела, шмели) |
|  |                                  |
|  | Megachilidae                     |
|  |                                  |

|  | Halictidae                                                               |
|  |                                                                          |
|  | \| \| Colletidae \| \| \| \| \| \| Stenotritidae (Австралия) \| \| \| \| |
|  |                                                                          |
|  | Colletidae                                                               |
|  |                                                                          |
|  | Stenotritidae (Австралия)                                                |
|  |                                                                          |

|  | Colletidae                |
|  |                           |
|  | Stenotritidae (Австралия) |
|  |                           |

|  | Halictidae                                                               |
|  |                                                                          |
|  | \| \| Colletidae \| \| \| \| \| \| Stenotritidae (Австралия) \| \| \| \| |
|  |                                                                          |
|  | Colletidae                                                               |
|  |                                                                          |
|  | Stenotritidae (Австралия)                                                |
|  |                                                                          |

|  | Colletidae                |
|  |                           |
|  | Stenotritidae (Австралия) |
|  |                           |

|  | Apidae (медоносная пчела, шмели) |
|  |                                  |
|  | Megachilidae                     |
|  |                                  |

|  | Halictidae                                                               |
|  |                                                                          |
|  | \| \| Colletidae \| \| \| \| \| \| Stenotritidae (Австралия) \| \| \| \| |
|  |                                                                          |
|  | Colletidae                                                               |
|  |                                                                          |
|  | Stenotritidae (Австралия)                                                |
|  |                                                                          |

|  | Colletidae                |
|  |                           |
|  | Stenotritidae (Австралия) |
|  |                           |

|  | Halictidae                                                               |
|  |                                                                          |
|  | \| \| Colletidae \| \| \| \| \| \| Stenotritidae (Австралия) \| \| \| \| |
|  |                                                                          |
|  | Colletidae                                                               |
|  |                                                                          |
|  | Stenotritidae (Австралия)                                                |
|  |                                                                          |

|  | Colletidae                |
|  |                           |
|  | Stenotritidae (Австралия) |
|  |                           |

|  | Apidae (медоносная пчела, шмели) |
|  |                                  |
|  | Megachilidae                     |
|  |                                  |

|  | Halictidae                                                               |
|  |                                                                          |
|  | \| \| Colletidae \| \| \| \| \| \| Stenotritidae (Австралия) \| \| \| \| |
|  |                                                                          |
|  | Colletidae                                                               |
|  |                                                                          |
|  | Stenotritidae (Австралия)                                                |
|  |                                                                          |

|  | Colletidae                |
|  |                           |
|  | Stenotritidae (Австралия) |
|  |                           |

|  | Halictidae                                                               |
|  |                                                                          |
|  | \| \| Colletidae \| \| \| \| \| \| Stenotritidae (Австралия) \| \| \| \| |
|  |                                                                          |
|  | Colletidae                                                               |
|  |                                                                          |
|  | Stenotritidae (Австралия)                                                |
|  |                                                                          |

|  | Colletidae                |
|  |                           |
|  | Stenotritidae (Австралия) |
|  |                           |

|  | Apidae (медоносная пчела, шмели) |
|  |                                  |
|  | Megachilidae                     |
|  |                                  |

|  | Halictidae                                                               |
|  |                                                                          |
|  | \| \| Colletidae \| \| \| \| \| \| Stenotritidae (Австралия) \| \| \| \| |
|  |                                                                          |
|  | Colletidae                                                               |
|  |                                                                          |
|  | Stenotritidae (Австралия)                                                |
|  |                                                                          |

|  | Colletidae                |
|  |                           |
|  | Stenotritidae (Австралия) |
|  |                           |

|  | Halictidae                                                               |
|  |                                                                          |
|  | \| \| Colletidae \| \| \| \| \| \| Stenotritidae (Австралия) \| \| \| \| |
|  |                                                                          |
|  | Colletidae                                                               |
|  |                                                                          |
|  | Stenotritidae (Австралия)                                                |
|  |                                                                          |

|  | Colletidae                |
|  |                           |
|  | Stenotritidae (Австралия) |
|  |                           |

|  | Apidae (медоносная пчела, шмели) |
|  |                                  |
|  | Megachilidae                     |
|  |                                  |

|  | Halictidae                                                               |
|  |                                                                          |
|  | \| \| Colletidae \| \| \| \| \| \| Stenotritidae (Австралия) \| \| \| \| |
|  |                                                                          |
|  | Colletidae                                                               |
|  |                                                                          |
|  | Stenotritidae (Австралия)                                                |
|  |                                                                          |

|  | Colletidae                |
|  |                           |
|  | Stenotritidae (Австралия) |
|  |                           |

|  | Halictidae                                                               |
|  |                                                                          |
|  | \| \| Colletidae \| \| \| \| \| \| Stenotritidae (Австралия) \| \| \| \| |
|  |                                                                          |
|  | Colletidae                                                               |
|  |                                                                          |
|  | Stenotritidae (Австралия)                                                |
|  |                                                                          |

|  | Colletidae                |
|  |                           |
|  | Stenotritidae (Австралия) |
|  |                           |

|  | Apidae (медоносная пчела, шмели) |
|  |                                  |
|  | Megachilidae                     |
|  |                                  |

|  | Halictidae                                                               |
|  |                                                                          |
|  | \| \| Colletidae \| \| \| \| \| \| Stenotritidae (Австралия) \| \| \| \| |
|  |                                                                          |
|  | Colletidae                                                               |
|  |                                                                          |
|  | Stenotritidae (Австралия)                                                |
|  |                                                                          |

|  | Colletidae                |
|  |                           |
|  | Stenotritidae (Австралия) |
|  |                           |

|  | Halictidae                                                               |
|  |                                                                          |
|  | \| \| Colletidae \| \| \| \| \| \| Stenotritidae (Австралия) \| \| \| \| |
|  |                                                                          |
|  | Colletidae                                                               |
|  |                                                                          |
|  | Stenotritidae (Австралия)                                                |
|  |                                                                          |

|  | Colletidae                |
|  |                           |
|  | Stenotritidae (Австралия) |
|  |                           |

## Крупнейшие роды пчёл
Наибольшими по числу видов являются следующие роды пчёл:
- Lasioglossum (1880)
- Andrena (1600)
- Megachile (1500)
- Nomada (770)
- Hylaeus (760)
- Perdita (630)
- Colletes (520)
- Coelioxys (480)
- Anthophora (420)
- Xylocopa (400)
- Hoplitis (370)
- Ceratina (370)
- Osmia (350)
- Centris (300)
- Bombus (290)
- Sphecodes (280)
- Lipotriches (280)
- Amegilla (230)
- Eucera (230)
- Halictus (200)

## Распространение
Встречаются повсеместно на всех континентах, кроме Антарктиды. В Неотропике обнаружено 5016 видов пчёл (включая 16 ископаемых), с крупнейшей фауной в Бразилии (1678 видов). В Афротропике найдено 2755 видов пчёл из 99 родов (на 2010 год).
В Австралии к 2018 году было известно 58 родов и 1546 видов пчёл (половина из которых из семейства Colletidae).

### Фауна пчелиных Европы
Фауна пчёл (Anthophila) Европы включает 1965 видов, из которых 400 (20,4 %) эндемики.
- Andrenidae — 465 (96 видов эндемики; 20,6 %)
- Apidae — 561 (107; 19,1 %)
- Colletidae — 146 (40; 27,4 %)
- Halictidae — 314 (70; 22,3 %)
- Megachilidae — 442 (74; 16,7 %)
- Melittidae — 37 (13; 35,1 %)

## Специалисты по пчёлам
- Теодор Коккерелл (Theodore Cockerell, 1866—1948) — американский зоолог, профессор, крупнейший таксономист, описавший более 3200 валидных видов пчёл (всего 6400 таксонов пчёл или 9000 видов и родов насекомых, а также 1000 видов моллюсков, паукообразных, рыб, млекопитающих, грибов, растений).
- Генрих Фризе (Heinrich Friese) — энтомолог, описавший 1300 валидных видов пчёл. Род Eufriesea Cockerell, 1908 назван в его честь.
- Чарлз Миченер (22.09.1918 — 31.10.2015) — американский энтомолог, крупнейший современный специалист по биологии и систематике пчёл.
- Фердинанд Фердинандович Моравиц (3.8.1827, Санкт-Петербург — 15.9.1896) — российский энтомолог, вице-президент Русского энтомологического общества, описавший 500 валидных видов пчёл.
- Карл фон Фриш — лауреат Нобелевской премии по физиологии и медицине. Известен главным образом благодаря изучению пчёл.
- Среди энтомологов, описавших наибольшее число новых для науки видов пчёл: Теодор Коккерелл (Cockerell, 3275 видов), Генрих Фризе (Friese, 1305), Смит (Smith, 942), Тимберлейк (Timberlake, 848), Вашаль (Vachal, 547), Варнке (Warncke, 521), Фердинанд Моравиц (Morawitz, 520), Крессон (Cresson, 433), Чарлз Миченер (Michener, 387), А. Л. М. Лепелетье (Lepeletier, 164), Иоганн Фабриций (Fabricius, 134), Октавий Радошковский (Radoszkowski, 117), Анна Захаровна Осычнюк (Osytshnjuk, 74 вида)[7].

## Опыление
Пчёлы играют важную роль в опылении цветущих растений, являясь самой многочисленной группой опылителей в экосистемах, связанных с цветами. В зависимости от текущей потребности, пчёлы могут сконцентрироваться как на сборе нектара, так и на сборе пыльцы. И в первом, и во втором случае пчёлы способствуют опылению растений, но в случае со сбором пыльцы этот процесс проходит гораздо более эффективно.
Тело большинства пчёл покрыто многочисленными электростатическими ветвистыми ворсинками, способствующими прилипанию и переносу пыльцы. Периодически они счищают с себя пыльцу, собирая её щёточками (щетинковидными волосками, у большинства видов расположенными на лапках, а у некоторых на брюшке) и затем переносят её в специальную корзиночку для пыльцы (corbicula), расположенную между задних лапок. Многие виды пчёл склонны собирать пыльцу только с определённых видов растений, другие в этом вопросе не так категоричны и пользуются большим разнообразием цветущих растений. Небольшое количество растений вместо пыльцы вырабатывает питательное цветочное масло, на сборе которого специализируются только определённые виды пчёл. Небольшая подгруппа не жалящих пчёл (Meliponini) приспособилась к поеданию падали — это единственные пчёлы, не питающиеся продуктами растений. Пыльца и нектар смешиваются вместе, образуя вязкую питательную массу, которая складывается в небольшие ячейки (соты). Поверх массы откладываются яйца будущих пчёл, после чего ячейка герметически закрывается так, что впоследствии взрослые пчёлы и их личинки не контактируют.
Пчёлы в качестве опылителей крайне важны в сельском хозяйстве, и это приводит к тому, что фермеры во многих странах договариваются с пчеловодами о взаимовыгодном разведении пчёл вблизи сельскохозяйственных угодий. Монокультура (то есть длительное и непрерывное выращивание растений одного вида на одном и том же участке) и сокращение численности опыляемых растений приводит к сезонной миграции пчеловодов по территории, где в нужное время требуется опылить определённые растения. Пчёлы также играют очень важную, хотя и не до конца изученную, роль в питании птиц и других представителей дикой природы. Многие дикие пчёлы живут вдали от сельскохозяйственных угодий и иногда становятся жертвами специальных программ по уничтожению комаров, непарного шелкопряда (Lymantria dispar) и других насекомых-вредителей.
Усаживаясь на цветок, пчела может стать жертвой прячущихся там триатомовых клопов (Triatominae) или пауков-бокоходов (Thomisidae). На лету её могут поймать птицы. Инсектициды (препараты, использующиеся для уничтожения вредных насекомых) могут уничтожить большое количество пчёл — как напрямую, так и загрязняя цветки растений. Пчелиная матка в весенний период откладывает до 2000 яиц в день, а в период медового сбора от 1000 до 1500 яиц в день, только восстанавливая численность семейства взамен погибших особей.
Прирост численности пчёл зависит как от эффективности самих пчёл, так и от их численности. Например, эффективность диких шмелей возрастает приблизительно в 10 раз в районе растений семейства тыквенных (Cucurbitaceae), а совокупная эффективность колонии медоносных пчёл повышается ввиду большой популяции. С обратной стороны, во время раннего весеннего цветения садовых растений популяция маток у шмелей ограничена несколькими особями, поэтому они не играют существенной роли в опылении ранних фруктов.

## Зрение
У пчелы присутствуют глаза двух типов: три простых и два сложных. Роль простых глаз не до конца изучена: предположительно они служат для определения уровня освещённости. Сложные глаза состоят из шестигранных ячеек — фасеток. Притом, их расположение и количество фасеток зависит от касты пчелы: оно варьируется от четырёх до десяти тысяч. Опытным путём установлено, что глаз пчелы может различать белый, оранжевый, жёлтый, зелёный, синий, фиолетовый и ультрафиолетовый. Однако пчёлы не способны воспринимать оттенки красного. Предположительно, изображение складывается в виде мозаики. Такие глаза предназначены для рассмотрения объектов в полёте на высокой скорости. Кроме того, глаз пчелы способен воспринимать поляризацию света, что помогает им лучше ориентироваться в пространстве.

## Эволюция пчёл
Пчёлы, как и муравьи, по существу являются специализированной формой ос. Предками пчёл были хищные осы из семейства Песочные осы (Crabronidae). Переход от насекомоядного образа жизни к питанию пыльцой был, по всей видимости, результатом поедания насекомых-опылителей, обсыпанных пыльцой. Аналогичный эволюционный сценарий наблюдается в надсемействе Осообразных (Vespoidea), одна из групп которого, известная как Цветочные осы или мазарины (Masarinae), сегодня занимается опылением, но изначально ведёт происхождение от хищного предка.
На сегодня старейшей несомненной окаменелостью пчелы является находка в бирманском янтаре «Hukawng Valley» (Мьянма) (описана в 2006 году). Возраст находки около 100 млн лет (ранний меловой период), найденный вид пчелы назван Melittosphex burmensis и является явной переходной формой от хищных ос к пчёлам-опылителям. Форма задних ног M. burmensis характерна для хищных ос, но густой волосяной покров характерен для насекомого-опылителя.
Самые ранние опыляемые растения опылялись другими насекомыми, например жуками (магнолия), так что к моменту появления пчёл явление цветочного опыления уже существовало в природе. Новым стало то, что пчёлы полностью специализировались на опылении и стали гораздо более эффективными опылителями, чем жуки, мухи, бабочки и другие насекомые. Полагают, что появление таких цветочных специалистов привело к адаптивной радиации (адаптации к систематическим нерезким однонаправленным изменениям условий окружающей среды) как цветковых растений, так и самих пчёл.

## Организация пчёл
Пчёлы — высокоорганизованные насекомые. В частности, общественные пчёлы совместно осуществляют поиск пищи, воды, жилья при необходимости, совместно защищаются от врагов. В улье пчёлы совместно строят соты, ухаживают за потомством, маткой.

### Общественные и полуобщественные пчёлы
Пчёлы могут жить как независимо друг от друга (то есть вести уединённый образ жизни), так и существовать в разнообразных общественных образованиях. Наиболее продвинутыми в этом отношении являются эусоциальные (общественные) колонии, в которых живут медоносные пчёлы, шмели и безжальные пчёлы. Считается, что общественный характер пчёл эволюционировал многократно и независимо друг от друга у различных групп.
У некоторых видов самки одной группы являются между собой сёстрами. Если у группы пчёл есть определённое разделение труда, то такая группа называется полуобщественной. Если, вдобавок к разделению труда, группа состоит из матери и её потомства-самок (дочерей), то такая группа называется общественной. В такой структуре пчелу-мать называют маткой, а её дочерей — рабочими пчёлами. Если такое разделение ограничивается лишь поведением пчёл, то такое образование называется примитивно-общественной группой (как у подсемейства полистов, Polistinae); если между кастами существует морфологическое различие (различное строение), то такое образование называется высоко-общественной группой.
Количество видов с примитивно-общественным поведением гораздо больше, но они мало изучены, и биология большинства из них почти неизвестна. Подавляющее большинство таких видов относится к семейству галиктидов (Halictidae). Колонии у таких пчёл обычно небольшие, число рабочих пчёл не превышает дюжину, и единственное отличие рабочих пчёл от маток, если такое вообще имеется, состоит в их размерах. Колонии у большинства видов этих пчёл имеют одногодичный цикл, и только плодовитые самки (будущие матки) переживают зиму. У некоторых видов колонии многолетние, а количество особей в них достигает нескольких сотен. Подобную биологию имеют некоторые виды пчёл рода эуглоссины (Euglossini). Необычные уровни взаимодействия между взрослыми пчёлами и растущими личинками наблюдаются у определённых видов пчёл трибы Allodapini — в них пища личинке поставляется постепенно с её развитием; такую организацию называют «прогрессивным обеспечением». Такая система также наблюдается у медоносных пчёл и некоторых шмелей.
Высокообщественные пчёлы живут в колониях, в каждой из которых имеется одна матка, рабочие пчёлы и на некоторых стадиях развития трутни. Специальный ящик для содержания пчёл называется ульем. Каждый улей может содержать в себе до 40 000 особей в пик сезона, приходящегося на лето (июль для средней полосы России).

### Одиночные пчёлы
Большинство других пчёл, включая виды люцерновая пчела-листорез (Megachile rotundata), Xylocopa virginica, Osmia lignaria и Osmia cornifrons являются одиночными пчёлами в том смысле, что у них существует только один тип самок, которые и размножаются, и запасают пищу для потомства. У этих пчёл нет специальной касты рабочих особей. Как правило, такие пчёлы не вырабатывают ни мёд, ни воск. У этих видов есть иммунитет против клещей, но они имеют собственных уникальных паразитов, вредителей и болезни.
Одиночные пчёлы — важные опылители растений, добытая ими пыльца идёт на кормление потомства. Часто пыльца смешивается с нектаром, образуя таким образом пастообразную массу. Многие виды одиночных пчёл имеют сложные приспособления на своём теле для транспортировки пыльцы. Только некоторые виды одиночных пчёл разводятся для целей опыления растений, остальные встречаются лишь в диком виде.
Одиночные пчёлы часто питаются пыльцой, собираемой только с определённых видов растений (в отличие например от медовых пчёл или шмелей). В некоторых случаях только один определённый вид пчёл может являться опылителем такого растения, и если эти пчёлы по какой-либо причине гибнут, то растение находится под угрозой исчезновения.
Свои гнёзда одиночные пчёлы чаще всего устраивают в норах в земле, реже в отверстиях деревьев, в полых стеблях тростника или ежевики. Как правило, самка создаёт ячейку (соту), откладывает в него одно яйцо, добавляет питательную смесь для личинки и герметично его закрывает. Одно гнездо может содержать от одной до нескольких десятков ячеек. В случае, если гнездо находится в толще древесины, обычно крайние к выходу ячейки содержат яйца самцов. В дальнейшем пчела не заботится о своём потомстве и обычно погибает, сделав одно или несколько гнёзд. Самцы у многих видов обычно выводятся первыми и к моменту вывода самок уже готовы к спариванию. Среди садовников очень популярно создание условий для гнездования одиночных пчёл. Одиночные пчёлы, как правило, либо нежалящие, либо жалят крайне редко, только в случае самообороны.
У некоторых видов наблюдаются признаки примитивной социальности, когда самки делают гнёзда в непосредственной близости от других гнёзд того же вида. У других видов несколько самок используют для откладки яиц одно и то же гнездо, но каждая заполняет пыльцой и нектаром только свою собственную ячейку — такой редкий тип сосуществования называется «коммунальным». Основным преимуществом этого типа служит то, что несколько самок поочерёдно охраняют одно и то же гнездо. Близким к настоящему социальному поведению характеризуются пчёлы-ксилокопины, у которых самка после окончания сооружения гнезда остаётся во входной части основного хода и охраняет развивающееся потомство до его отрождения.

### Организация семьи медоносных пчёл
Семьи медоносных пчёл можно отнести к ярко выраженным общественным колониям.
В семье каждая пчела исполняет свою функцию. Функции пчелы условно определяются её биологическим возрастом. Однако, как установлено, при отсутствии пчёл старших возрастов их функции могут выполнять пчёлы более младших возрастов.
Следует различать фактический и биологический возраст пчелы, поскольку во время взятка рабочая пчела живёт от 30 до 35 дней, а во время зимовки пчела остаётся биологически молодой до 9 месяцев (среднерусская серая пчела в условиях севера России и Сибири). При указании сроков жизни и периодов развития пчелы обычно ориентируются на продолжительность жизни пчелы во время взятка.
Молодые рабочие пчёлы (возраст до 10 дней) составляют свиту матки, кормят её и личинок, так как у молодых пчёл хорошо выделяется маточное молочко.
Приблизительно с 7-дневного возраста на нижней части брюшка пчелы начинают работать восковые железы и начинает выделяться воск в виде небольших пластинок. Такие пчёлы постепенно переключаются на строительные работы в гнезде. Как правило, весной наблюдается массовая отстройка белых сот — это связано с тем, что перезимовавшие пчёлы к этому периоду массово достигают биологического возраста, соответствующего пчёлам-отстройщицам.
Приблизительно к 14—15 дням продуктивность восковых желёз резко падает и пчёлы переключаются на следующие виды деятельности по уходу за гнездом — они производят чистку ячеек, уборку и вынос мусора.
С возраста примерно 20 дней пчёлы переключаются на вентиляцию гнезда и охрану летка.
Пчёлы возрастом старше 22—25 дней в основном занимаются медосбором. Чтобы сообщить другим пчёлам о месте расположения нектара, пчела-сборщица использует визуальную биокоммуникацию.
Пчёлы возрастом свыше 30 дней переключаются с медосбора на сбор воды для нужд семьи.
Такой цикл жизни пчелы предназначен для наиболее рациональной утилизации питательных веществ и использования наличного количества пчёл семьи. Наибольшее количество избыточных питательных веществ организм пчелы содержит именно при её выходе из ячейки. В то же время больше всего пчёл гибнет именно при заборе воды из природных водоёмов. Намного меньше их погибает при медосборе с цветов и при подлёте к улью.

## Паразитирующие пчёлы
Среди пчёл встречаются клептопаразиты, то есть ворующие либо отбирающие пищу других животных для себя. В связи со сходством поведения таких пчёл с кукушками их прозвали «кукушиные пчёлы» или пчёлы-кукушки. Подобное поведение пчёл встречается у нескольких семейств, хотя определение лучше всего подходит к подсемейству Nomadinae семейства настоящих пчёл. У пчёл этого семейства не хватает приспособлений для сбора пыльцы, они также не устраивают свои собственные гнёзда. Вместо этого они подкладывают яйца в гнёзда других пчёл, используя уже готовые ячейки с нектаром и пыльцой. Когда у «кукушкиной пчелы» появляется личинка, она убивает и съедает чужих личинок (если мать сама не сделала этого до неё) а также поедает весь приготовленный запас еды. В некоторых случаях, когда первоначальные хозяева относятся к общественному типу, клептопаразиты остаются в гнезде, откладывают там множество яиц, а иногда убивают и замещают матку.
Многие клептопаразиты имеют близкое родство и схожесть со своими жертвами (например, пчёлы подрода шмеля-кукушки (Psithyrus) паразитируют на пчёлах близкого им подрода шмелей (Bombus)). Принцип, основанный на этом и других примерах, называется «Правило Эмери», гласящее, что социальные паразиты и их главные хозяева имеют близкое родство.

## Медоносные пчёлы
Медоносные пчёлы живут большими семьями. В нормальных условиях семья состоит из одной пчелиной матки, многих тысяч рабочих пчёл (женские особи), а в летнее время и из трутней (мужские особи, живущие в тесном сообществе). Ни матка, ни рабочие пчёлы, ни трутни отдельно существовать не могут, а также не могут самостоятельно образовывать новую семью.
Семья пчёл — это своеобразная биологическая единица. Каждая пчелиная семья имеет свои индивидуальные качества и присущие лишь ей наследственные особенности.

## Естественные враги
Среди птиц на пчёл охотятся представители таких семейств, как щурковые, сорокопутовые, стрижиные, воробьинообразные и мухоловковые. Осоеды нападают на гнезда пчёл и питаются их личинками. Также они могут стать жертвами пауков, пчелиных волков или богомолов. Кроме того, пчёлами могут питаться ящерицы.

## Вымирание пчёл
В 2006 году в США был зафиксирован синдром разрушения пчелиных семей, заключающийся в том, что медоносные пчёлы (одомашненные) покидают ульи и не возвращаются в них. Это не повлияло на общую численность медоносных пчёл, так как она контролируется пчеловодами. Тем не менее явление привлекло внимание широкой общественности к проблемам здоровья пчёл. Осложняет ситуацию то, что пестициды и другие химические вещества, используемые в сельском хозяйстве, ослабляют иммунитет пчёл и делают их ещё более уязвимыми для болезней. Кроме того, рост городов и сокращение количества дикорастущих растений-медоносов заставляет пчёл в поисках нектара летать очень далеко, что повышает риск распространения вирусов.
Медоносным пчёлам не грозит вымирание благодаря их широкой распространённости и контролю со стороны пчеловодов, но многие виды диких пчёл под угрозой. За последние 100 лет 50 % диких пчёл Среднего Запада исчезли со своих исторических ареалов. Численность четырёх местных видов шмелей сократилась на 96 % за последние 20 лет, а три вида считаются вымершими. Это вызывает опасение, так как дикие пчёлы более эффективны в опылении многих растений, чем медоносные. Например, опыление арбузов на 90 % осуществляется дикими пчёлами, а томаты не могут эффективно опыляться медоносными пчёлами из-за своего небольшого размера.
В 2019 году отмечена массовая гибель медоносных пчёл в Башкортостане, Удмуртии, Марий Эл, Тульской области и Алтайском крае. Причиной этого явления Россельхознадзор назвал активное и неконтролируемое применение пестицидов и агрохимикатов против вредителей и сорняков, в том числе на рапсовых полях.
На местном уровне помощь пчёлам может выражаться в отказе от использования пестицидов на приусадебном участке и посадке разнообразных растений-медоносов.

## Пчёлы в культуре
С пчёлами было с древности связано огромное количество мифов и легенд. Так, по мнению древних египтян, душа умершего покидала человека в виде пчелы. В мифологии хеттов именно пчела нашла пропавшего бога Телепина, вместе с которым с земли ушло благополучие, и разбудила, ужалив его. Древние греки были уверены, что боги на Олимпе вкушают «сладостный нектар», что их владыку Зевса в младенчестве вскармливала мёдом Мелисса, дочь критского царя Мелиссия, а богиню Артемиду, покровительницу животных и охоты, часто изображали пчелой. На некоторых древнейших монетах мира, которые были сделаны в Древней Греции, была изображена пчела. Древнегреческие легенды утверждали, что разводить пчёл научил людей Аристей, сын бога Аполлона и нимфы Кирены. На самом же деле всё было следующим образом.
Известно, что в древние времена в Палестине процветало пчеловодство, причём множество пчелиных роёв обитало на скалах: в жаркие дни вытопившийся из сотов (восковых построек пчёл из шестигранных ячеек) мёд стекал по камням вниз, и оттого эти места получили поэтическое название «земля, где текут молоко и мёд».
Согласно палеонтологическим данным, пчёлы обитают на Земле уже 30 миллионов лет — их окаменевшие останки найдены в пластах третичного периода. Человек же существует лишь 2 миллиона лет, а Homo sapiens и того меньше — считанные десятки тысяч лет.
О том, что пчелиные гнёзда — ценная добыча, люди знали уже в каменном веке. Поэтому они усердно охотились за ними, чтобы добыть мёд и воск, хотя это было делом опасным и трудным. Пчёлы могли изжалить сборщиков до смерти, когда они из расщелин скал или дупел высоких деревьев вырезали соты с воском и мёдом. То, что в древности наши предки собирали мёд, подтверждают древние наскальные рисунки. В Испании, например, есть Паучья пещера. На её стене изображён человек, вынимающий соты из пчелиного гнезда (датировка наскального рисунка — примерно 7 тыс. лет до н. э.). Трудно сказать, когда древние люди перешли от собирательства мёда к пчеловодству, но археологические данные подтверждают, что 6 тысяч лет назад в Египте разводили домашних пчёл.
Особо медоносные районы находились в верхнем течении Нила. Египтяне перевозили туда ульи — корзины из соломы или тростника, а то и керамические сосуды — на больших плетёных плотах, чтобы через какое-то время вернуться домой с богатым сбором мёда. В Древнем Египте мёд ценили высоко: египетские фараоны носили титул «Повелитель пчёл». Символическое изображение этого насекомого при жизни фараона украшало царскую эмблему, а после смерти — его гробницу.
В Древней Греции пчеловоды впервые научились вставлять в ульи перегородки и с их помощью изымать избыточные запасы мёда. Гомер воспел мёд и его замечательные лечебные и пищевые свойства. Одна из его героинь чудесным напитком кикеоном (большую часть его составлял мёд) лечила бессонницу и вдохновляла воинов на подвиги. Философ Аристотель (IV в. до н. э.) положил начало научному пчеловодству, а основоположник античной медицины Гиппократ описал лечебные свойства мёда. Одна из легенд рассказывает, что на могиле Гиппократа поселился рой пчёл, которые изготавливали особый мёд, исцеляющий от множества болезней. Древнеримский поэт Вергилий в «Георгиках» достаточно корректно описывал структуру пчелиной семьи и принятые в то время приёмы пчеловождения, многие из которых актуальны по сей день.